# یهودیان کاشان
پیش از انقلاب به ویژه پیش از تشکیل اسراییل در کاشان یهودیان بسیاری می‌زیستند. مقبره خاخام ملا مشه هلوی (فقیه، شاعر، حکیم، منجم و عارف بزرگ یهودی در اوایل دوران صفوی) از بزرگان یهود در کاشان در منزل مسکونی خود در خیابان کنونی «دارایی» وجود دارد. این شهر در حقیقت محل اقامت یهودیان رانده شده از اسپانیا در دروان تفتیش عقاید می‌باشد و همان‌گونه که آنتون فلتون (Anton Felton) می‌نویسد، بنا بر اسناد تاریخی موجود، شهر کاشان «مرکز فرهنگی یهودیان ایران» بوده‌ است. خاخام یدیدیا شوفط خاخام اعظم سابق ایران و رهبر روحانی یهودیان ایرانی‌تبار جهان متولد کاشان است.
در کتاب خاطرات خاخام یدیدیا شوفط، نوشته منوچهر کهن دربارهٔ یهودیان کاشان آمده: حدود ۵۰۰ سال پیش که سیصد هزار نفر از یهودی‌ها را بدون هیچ آذوقه و پوشاک، با منتهای بدبختی از اسپانیا بیرون کردند، به ایران مهاجرت کرده‌ایم. (صفحه ۱۴) بنا بر گزارش‌های آلیانس در سال ۱۹۰۶م/۱۳۲۴ق، در کاشان ۲ هزار یهودی در ۱۳۰ خانه در میان ۵۰ هزار مسلمان زندگی می‌کرده‌اند. یک مدرسهٔ یهودی در سال ۱۹۱۰م/۱۳۲۸ق، توسط یک خیّر محلی به نام یقوطئیل تأسیس شده‌است. ۱۳۸۰ یهودی در ۱۹۴۳م/۱۳۲۱ش، در کاشان زندگی می‌کرده‌اند (عالم یهود، ۳۷۹، ۷۳–۴۷۲). بسیاری از این یهودیان، کاشان را به مقصد تهران، لندن و اسرائیل ترک کردند. لرد دیوید آلیانس (متولد ۱۹۳۲م/۱۳۱۰ش)، اهل کاشان، که در ۱۷سالگی به لندن مهاجرت کرد، به یکی از بزرگ‌ترین صنعت‌گران نساجی در انگلستان بدل شد. در پایان قرن بیستم، کاشان که روزگاری «اورشلیم کوچک» نامیده می‌شد، دیگر جایی برای یهودیان نداشت.